# Allium aeginiense
Allium aeginiense — вид рослин з родини амарилісових (Amaryllidaceae); ендемік Греції.

## Поширення
Ендемік Греції.